# Paul Maurice
Paul Maurice (né le 30 janvier 1967 à Sault-Sainte-Marie en Ontario au Canada) est un entraîneur professionnel canadien de hockey sur glace.

## Carrière
Entre 1984 et 1988, il joue au hockey en tant que défenseur dans la Ligue de hockey de l'Ontario, pour les Spitfires de Windsor. Au cours d'un match, il reçoit un palet dans l'œil droit, alors que ce dernier vient de rebondir sur sa crosse. Il souffre depuis de troubles de la vision et ne voit pas bien de cet œil.
En 1985, au cours du repêchage d'entrée dans la Ligue nationale de hockey, les Flyers de Philadelphie le choisissent en tant que 252e et dernier choix du repêchage. Il ne joue jamais dans la LNH et en 1987, le propriétaire de l'équipe, Peter Karmanos, lui laisse la possibilité soit d'être échangé soit de passer derrière le banc en tant qu'entraîneur adjoint. Il décide alors de rejoindre les Red Wings Junior de Détroit, autre équipe détenue par Karmanos, et en devient leur entraîneur pendant deux saisons. Ils gagnent ensemble la Coupe J.-Ross-Robertson en 1995.
Il devient ensuite entraîneur de la franchise des Whalers de Hartford en 1996-1997 à l'âge de 28 ans. Lors du transfert de l'équipe en Caroline du Nord, il suit l'équipe et atteint en 2002, la finale de la Coupe Stanley perdue contre les Red Wings de Détroit. Après 604 matchs derrière le banc des Hurricanes de la Caroline, il est remplacé par Peter Laviolette.
Le 24 juin 2005, il est engagé par les Marlies de Toronto puis il rejoint les Maple Leafs de Toronto le 12 mai 2006 pour remplacer Pat Quinn.
En décembre 2008, la direction des Hurricanes décide de se séparer de Peter Laviolette pour remettre en place Maurice. Ronald Francis prend alors le poste d'assistant entraîneur de l'équipe. Maurice est congédié par les Hurricanes de la Caroline une deuxième fois le 28 novembre 2011 en raison des piètres performances de l'équipe qui commence la saison avec un bilan de 8 victoire contre 17 défaites.
Le 12 janvier 2014, Paul Maurice est nommé entraîneur chef des Jets de Winnipeg, équipe qu'il dirige pendant neuf saisons, avant de démissionner en décembre 2021.  
En 2022 il devient entraîneur chef des Panthers de la Floride, équipe avec laquelle il atteint la finale de la Coupe Stanley en 2023, avant de la remporter en 2024 et de la regagner en 2025 pour une deuxième année consécutive. Paul Maurice est alors considéré comme le meilleur entraîneur-chef de la LNH.   
Le 1er février 2025, il devient le 4e entraîneur de la LNH à atteindre 900 victoires, après Scotty Bowman (1244), Joel Quenneville (969) et Barry Trotz (914).

## Statistiques

### Joueur
| Saison    | Équipe                         | Ligue |    | Saison régulière | Saison régulière | Saison régulière | Saison régulière | Saison régulière |   | Séries éliminatoires | Séries éliminatoires | Séries éliminatoires | Séries éliminatoires | Séries éliminatoires |
| Saison    | Équipe                         | Ligue | PJ | B                | A                | Pts              | Pun              | PJ               | B | A                    | Pts                  | Pun                  |                      |                      |
| 1984-1985 | Spitfires de Windsor Compuware | LHO   | 38 | 0                | 3                | 3                | 47               | 4                | 0 | 0                    | 0                    | 19                   |                      |                      |
| 1985-1986 | Spitfires de Windsor Compuware | LHO   | 56 | 3                | 10               | 13               | 89               | 16               | 0 | 2                    | 2                    | 8                    |                      |                      |
| 1986-1987 | Spitfires de Windsor Compuware | LHO   | 63 | 4                | 15               | 19               | 87               | 14               | 2 | 1                    | 3                    | 18                   |                      |                      |
| 1987-1988 | Spitfires de Windsor Compuware | LHO   | 32 | 1                | 4                | 5                | 33               | -                | - | -                    | -                    | -                    |                      |                      |

### Entraîneur
| Saison    | Équipe                      | Ligue |    | PJ | V  | D  | N  | Pr   | % V                         |  | Séries éliminatoires |
| 1993-1994 | Red Wings Junior de Détroit | LHO   | 66 | 42 | 20 | 4  | 0  | 66,7 | Finalistes                  |  |                      |
| 1994-1995 | Red Wings Junior de Détroit | LHO   | 66 | 44 | 18 | 4  | 0  | 69,7 | Champions                   |  |                      |
| 1996-1997 | Whalers de Hartford         | LNH   | 82 | 32 | 39 | 11 | 0  | 45,7 | Non qualifiés               |  |                      |
| 1997-1998 | Hurricanes de la Caroline   | LNH   | 82 | 33 | 41 | 8  | 0  | 45,1 | Non qualifiés               |  |                      |
| 1998-1999 | Hurricanes de la Caroline   | LNH   | 82 | 34 | 30 | 18 | 0  | 52,4 | Éliminés au 1er tour        |  |                      |
| 1999-2000 | Hurricanes de la Caroline   | LNH   | 82 | 37 | 35 | 10 | 0  | 51,2 | Non qualifiés               |  |                      |
| 2000-2001 | Hurricanes de la Caroline   | LNH   | 82 | 38 | 32 | 9  | 3  | 53,7 | Éliminés au 1er tour        |  |                      |
| 2001-2002 | Hurricanes de la Caroline   | LNH   | 82 | 35 | 26 | 16 | 5  | 55,5 | Finalistes                  |  |                      |
| 2002-2003 | Hurricanes de la Caroline   | LNH   | 82 | 22 | 43 | 11 | 6  | 37,2 | Non qualifiés               |  |                      |
| 2003-2004 | Hurricanes de la Caroline   | LNH   | 30 | 8  | 12 | 8  | 2  | 43,3 | Congédié en cours de saison |  |                      |
| 2005-2006 | Marlies de Toronto          | LAH   | 80 | 41 | 29 | -  | 10 | 57,5 | Éliminés au 1er tour        |  |                      |
| 2006-2007 | Maple Leafs de Toronto      | LNH   | 82 | 40 | 31 | -  | 11 | 55,5 | Non qualifiés               |  |                      |
| 2007-2008 | Maple Leafs de Toronto      | LNH   | 82 | 36 | 35 | -  | 11 | 50,6 | Non qualifiés               |  |                      |
| 2008-2009 | Hurricanes de la Caroline   | LNH   | 57 | 33 | 19 | -  | 5  | 62,3 | Éliminés au 3e tour         |  |                      |
| 2009-2010 | Hurricanes de la Caroline   | LNH   | 82 | 35 | 37 | -  | 10 | 48,8 | Non qualifiés               |  |                      |
| 2010-2011 | Hurricanes de la Caroline   | LNH   | 82 | 40 | 31 | -  | 11 | 55,5 | Non qualifiés               |  |                      |
| 2011-2012 | Hurricanes de la Caroline   | LNH   | 25 | 8  | 13 | -  | 4  | 40   | Congédié en cours de saison |  |                      |
| 2012-2013 | Metallourg Magnitogorsk     | KHL   | 52 | 27 | 13 | -  | 12 | 63,5 | Éliminés au 1re tour        |  |                      |
| 2013-2014 | Jets de Winnipeg            | LNH   | 35 | 18 | 12 | -  | 5  | 58,6 | Non qualifiés               |  |                      |
| 2014-2015 | Jets de Winnipeg            | LNH   | 82 | 43 | 26 | -  | 13 | 60,4 | Éliminés au 1re tour        |  |                      |
| 2015-2016 | Jets de Winnipeg            | LNH   | 82 | 35 | 39 | -  | 8  | 47,6 | Non qualifiés               |  |                      |
| 2016-2017 | Jets de Winnipeg            | LNH   | 82 | 40 | 35 | -  | 7  | 53,0 | Non qualifiés               |  |                      |
| 2017-2018 | Jets de Winnipeg            | LNH   | 82 | 52 | 20 | -  | 10 | 69,5 | Éliminés au 3e tour         |  |                      |
| 2018-2019 | Jets de Winnipeg            | LNH   | 82 | 47 | 30 | -  | 5  | 60,4 | Éliminés au 1er tour        |  |                      |
| 2019-2020 | Jets de Winnipeg            | LNH   | 71 | 37 | 28 | -  | 6  | 56,3 | Éliminés au 1er tour        |  |                      |
| 2020-2021 | Jets de Winnipeg            | LNH   | 56 | 30 | 23 | -  | 3  | 56,3 | Éliminés au 2e tour         |  |                      |
| 2021-2022 | Jets de Winnipeg            | LNH   | 82 | 39 | 32 | -  | 11 | 54,3 | Non qualifiés               |  |                      |
| 2022-2023 | Panthers de la Floride      | LNH   | 82 | 42 | 32 | -  | 8  | 56,1 | Finalistes                  |  |                      |
| 2023-2024 | Panthers de la Floride      | LNH   | 82 | 52 | 24 | -  | 6  | 67,1 | Remporte la Coupe Stanley   |  |                      |

## Trophées et honneurs personnels
- 2013 : nommé entraîneur de la conférence Est lors du Match des étoiles.
- 2024 : remporte la Coupe Stanley avec les Panthers de la Floride en tant qu’entraîneur-chef.